# Lee (Massachusetts)
Lee é uma vila localizada no condado de Berkshire no estado estadounidense de Massachusetts. No Censo de 2010 tinha uma população de 5.943 habitantes e uma densidade populacional de 84,93 pessoas por km².

## Geografia
Lee encontra-se localizado nas coordenadas 42° 18′ 11″ N, 73° 14′ 02″ O. Segundo o Departamento do Censo dos Estados Unidos, Lee tem uma superfície total de 69.98 km², da qual 67.73 km² correspondem a terra firme e (3.22%) 2.25 km² é água.

## Demografia
Segundo o censo de 2010, tinha 5.943 pessoas residindo em Lee. A densidade populacional era de 84,93 hab./km². Dos 5.943 habitantes, Lee estava composto pelo 94.38% brancos, o 1.03% eram afroamericanos, o 0.19% eram amerindios, o 1.68% eram asiáticos, o 0.02% eram insulares do Pacífico, o 1.65% eram de outras raças e o 1.06% pertenciam a duas ou mais raças. Do total da população o 4.39% eram hispanos ou latinos de qualquer raça.